# ダニエル・ダングラス・ホーム

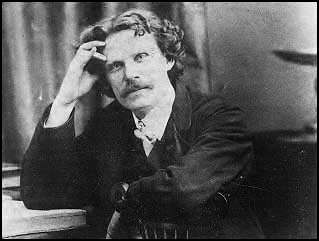
ダニエル・ダングラス・ホーム

ダニエル・ダングラス・ヒューム（ホーム）（Daniel Dunglas Home, 1833年3月20日 - 1886年6月21日）は、著名な霊媒。
スコットランド、エディンバラ生まれ。幼少時から霊能力があり、また結核にかかっていた。
近代以降でもっとも強力な物理霊媒であり、生涯一度もイカサマだという証拠を掴まれたことはなく、部屋の暗さや静けさなども問題にしなかった。現象が起きないときも平然としており、慌てたりごまかそうとするようなことはなかった。
彼の心霊現象を見た者は桁はずれに多く、さまざまな王室の人々や著名人を含む。またウィリアム・クルックスのような研究者の調査にも快く応じている。それでもヒュームを詐欺師として非難する者は多かった。
物理的現象は非常に数多く報告され、スケールが大きい。空中浮遊、身長が30センチ近くも伸びること（脚や腕などもそれぞれ伸びた）、真っ赤に燃える石炭で顔を洗ってみせたり、同席した者にも同じように触れさせること、テーブルやソファなどの重い家具が動くこと、叩音やさまざまな音、匂い、楽器の演奏、手が現れて出席者と握手したり品物を運んだり楽器を演奏したりとさまざまな動作をすること、光や火球が飛ぶこと、部屋が地震のように激しく振動すること、霊の全身が物質化して出席者に見られること、入神して（知らない言語でも）喋ること、霊の姿を見て会話すること、等々である。
通信内容に関しては他の一般的な霊媒とそれほど際立った違いはなく、同時代のアンドリュー・ジャクソン・デイヴィスやウィリアム・ステイントン・モーゼスなどのように一貫した思想を伝えることはなかった。
性格は穏やかで紳士的、禁欲的だった。傑出した人格者というわけではなかったらしいが、経済的に逼迫したときにも、心霊現象を見世物にしたり、相談に乗って直接金儲けをしたことは一度もなかった。機会があれば一般人にも現象を無料で見せていたという。

## 年譜
- 1833年 誕生。幼少時、子供のない叔母一家に引き取られる。
- 1842年 叔母一家と9歳で渡米。母の一家も移住した。
- 1850年 母の死去の後に霊媒能力が強烈になり、引き取られた叔母一家に疎んじられる。
- 1851年 叔母の家を出て、熱狂的信奉者の支援を受けるようになる。ハーバード大学の調査グループがヒュームを調べ、現象が本物であることを証言。
- 1855年 22歳で渡英し、一大センセーションを巻き起こす。続けてフィレンツェに旅行。
- 1856年 フィレンツェで英国夫人とのスキャンダルを起こし、霊から1年の間能力を消される。ナポリ、ローマ、パリと旅行を続ける。ローマでは教皇ピウス9世に謁見し、カトリックに改宗した。
- 1857年 能力が戻り、ナポレオン3世と皇后ウジェニーに心霊現象を披露。
- 1858年 ローマでロシア貴族の義妹アレクサンドリーナと出会い、サンクトペテルブルクで結婚し息子をもうける。皇帝アレクサンドル2世に謁見。
- 1859年 再びパリ、スイス、ロンドンに旅行。
- 1862年 妻アレクサンドリーナ、結核で死去。妻の親類と遺産相続で揉め、経済的に逼迫。
- 1866年 75歳のジェイン・ライアン夫人の養子となり、多額の寄付を受け、妻の親類たちに送金する。しかし感情的なライアン夫人にヒュームは耐えられなくなり、神経衰弱にかかってスイスに療養に出かける。
- 1867年 ライアン夫人がヒュームを訴え、寄付金を返すよう判決を受ける。講演をして稼ぎ始める。
- 1870年 ジュリー・ド・グルームランと再婚。
- 1871年 ウィリアム・クルックスの調査に協力。
- 1872年 引退宣言をしてロシア帝国およびイタリア王国で過ごす。霊能力は変わらず、友人たちに披露することもあったという。
- 1886年 53歳で死去。

## ヒュームの著作
- 1862　Incidents in My Life　わが生涯における出来事

　　　　サイトSpiritwritings.com に原文PDFあり
- 1872　Incidents in My Life の続編
- 1873　Lights and Shadows of Spiritualism 心霊主義の明暗